# Ньяні (район)
Ньяні — один з 10 районів округу Центральна Річка Гамбії. Населення — 22 242 (2003). Фульбе — 31,47 %, мандінка — 34,57 %, 30,51 % — волоф (1993).